# Ophioceras leptosporum
Ophioceras leptosporum är en svampart som först beskrevs av S.H. Iqbal, och fick sitt nu gällande namn av J. Walker 1980. Ophioceras leptosporum ingår i släktet Ophioceras och familjen Magnaporthaceae.   Inga underarter finns listade i Catalogue of Life.